# Hyledelphax elegantulus
Hyledelphax elegantulus är en insektsart som först beskrevs av Karl Henrik Boheman 1847.  Hyledelphax elegantulus ingår i släktet Hyledelphax, och familjen sporrstritar. Arten är reproducerande i Sverige.